# Julius Levin
Julius Levin (* 21. Januar 1862 in Elbing; † 29. Januar 1935 in Brüssel) war ein deutscher Mediziner, Schriftsteller und Geigenbauer.

## Leben
Julius Levin war ein Sohn des jüdischen Religionslehrers Isidor Levin und der Henriette Levysohn. Er besuchte ein humanistisches Gymnasium und erhielt bereits früh Violinunterricht. Nach dem Abitur studierte er Medizin an den Universitäten in Berlin, Rostock und Königsberg. 1886 promovierte er zum Doktor der Medizin und arbeitete danach als praktischer Arzt in Berlin. Während dieser Zeit beschäftigte sich Levin zunehmend in Literatur, Kunst, Musik und dem Geigenbau; 1894 gab er den Arztberuf auf und ging als Korrespondent für den „Berliner Börsen-Courier“ nach Paris. Nachdem sein Vertrag nicht verlängert worden war, absolvierte er eine Ausbildung zum Geigenbauer. 1909 kehrte er nach Berlin zurück, wo er nunmehr als Geigenbauer und Schriftsteller tätig war. Daneben nahm Levin rege am literarischen Leben der Reichshauptstadt teil und gehörte 1911 zu den Mitbegründern des Berliner Ärzte-Orchesters. Nach der nationalsozialistischen Machtergreifung ging Levin im Juli 1933 ins belgische Exil. Er folgte einer Einladung des belgischen Königshauses; Pläne für den Aufbau einer Geigenbau-Schule in Brüssel zerschlugen sich jedoch im Laufe des Jahres 1934. Levin, der bereits seit längerem an einer Krebserkrankung litt, verstarb 1935 nach einer Operation in Brüssel.
Julius Levin verfasste neben journalistischen Beiträgen eine Reihe von Romanen und Erzählungen über das jüdische Leben in seiner westpreußischen Heimat sowie eine Biografie Johann Sebastian Bachs.

## Werke
- Moderne Modemaler, Berlin 1887
- Die Hygiene und Diätetik des Wochenbettes, Berlin 1892
- Was tut der deutschen Kunst not?, Berlin 1912
- Das Lächeln des Herrn von Golubice-Golubicki, Berlin 1915
- Zweie und der Liebe Gott, Berlin 1919
- Wehrmann Ismer, Berlin 1920
- Die singende Dame, Berlin 1921
- Die Großfürstin, Berlin 1922
- Der Panzer, Trier 1922
- Johann Sebastian Bach, Berlin 1930
- Gedichte, Berlin 1936